# 和田夏十
和田 夏十（わだ なっと、1920年（大正9年）9月13日 - 1983年（昭和58年）2月18日）は、兵庫県姫路市出身の脚本家。映画監督・市川崑の妻。本名：市川 由美子（いちかわ ゆみこ）、旧姓：茂木（もぎ）。

## 来歴・人物

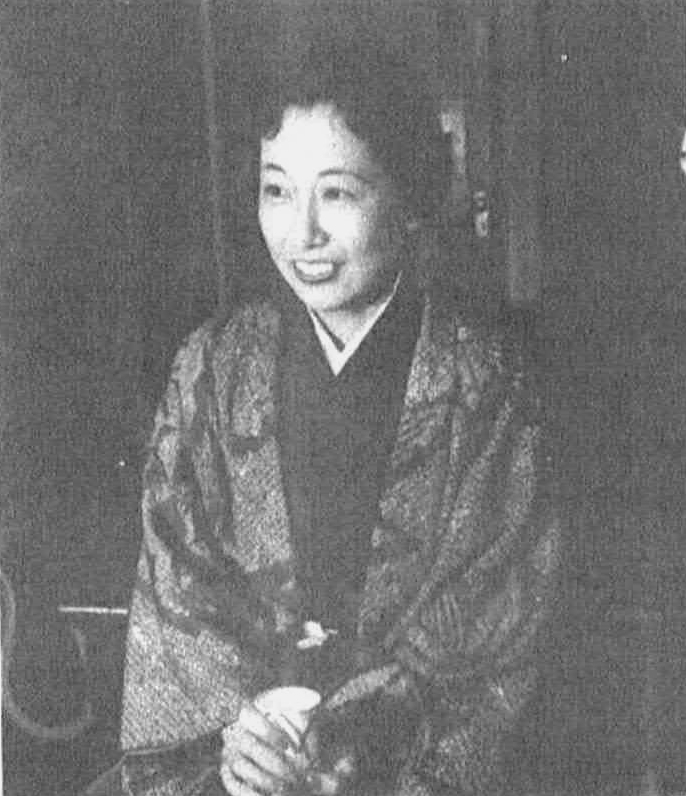
読売新聞社『家庭よみうり』374号（1954年）より

東京女子大学の英文科を卒業後、戦後間もなく東宝撮影所で通訳をしていた頃、脚本の校正をしたのがきっかけで助監督時代の市川崑と知り合った。東宝争議で組合離脱派だった市川は、同じく離脱派だった茂木と意気投合したが、互いに初婚に失敗していた経験から、市川が1本映画を撮り、監督としてやれる見通しがついたら式を挙げる約束を交わし、後年の1948年（昭和23年）、新東宝撮影所に移った市川のデビュー作『－「眞知子」より－ 花ひらく』が無事完成し、同年の4月10日に市川と結婚した。結婚式は東宝撮影所のゼネラル・プロデューサーだった森田信義の提案で、成城にあった新東宝の寮で挙げることになり、佐伯清夫妻や青柳信雄、八住利雄らが仲人となって、和やかな雰囲気で執り行われた。以後、茂木は35年にわたって市川の生活を支えるかたわら、脚本家・和田夏十としてその生涯でほとんどの市川作品の脚本を手がけるという、文字通り公私における市川のパートナーだった。
「和田夏十」という名は、東宝撮影所時代に市川と茂木が共同執筆するために考案したペンネームだった。「和田」は茂木がNHKの和田信賢アナウンサーのファンで、「ナット」は市川がイギリスの二枚目俳優ロバート・ドーナットのファンだったことに由来し、当時、女性の仕事だと判ると批評が甘くなることを茂木が嫌って男性名となった。初めて映画に表記されるのは1949年に公開された映画『人間模様』からで、その後1951年の『恋人』で市川が「脚本の才能ではとても妻に及ばない」と茂木に譲り、以後は彼女専用のペンネームになった。以降は、市川がどうしても茂木と共同執筆をしたい場合には「久里子亭」（くりすてい）というペンネームを用いた。こちらは市川がアガサ・クリスティを崇拝していたことに由来するが、茂木自身もクリスティの愛好者だったという。
和田夏十および久里子亭の名は、1970年代までの市川作品の大部分にクレジットされている（1970年代の久里子亭のフィニッシュワーク担当は日高真也である）。映画『東京オリンピック』を最後に精神的な理由から脚本業を休業し、乳癌の発症後は闘病生活に入ったこともあって、事実上の休筆状態だったが、それでも市川にさまざまなアドバイスをして和田風の脚本を書かせており、クレジットの有無にかかわらず、和田夏十は、市川映画と不可分の存在だった。
自らの信念もあり、市川以外の監督が手掛ける作品の脚本は、ほとんど手掛けなかったが、増村保造がリメイクを担当した1960年版の『足にさわった女』の脚本リテイクを自ら行ったほか、田中絹代の強い要望で、映画『流転の王妃』の脚本を手掛けている。
子育てに関して、添い寝はせず、子供用にベッドに一人っきりで寝かせるスタイルを採っていた。夫の市川が「いいの？　1人にしておいて」と聞くと「ええ。子供のためには、これが一番いいんです」と意に介さなかった。市川自身は子育てに一切関与せず、茂木に任せっきりだったという。
市川は自己の監督作品が称賛されると、「それは、夏十さんの功績です」と答えるのが常だった。実際2人の関係には「夫婦」や「同僚」のそれを越えた、「同志」のようなものがあった。
18年間の乳癌との闘病の末に死去。62歳没。葬儀は東京都渋谷区南平台の聖ドミニコカトリック渋谷教会で行われ、谷川俊太郎が追悼の詩を読み、映画監督の黒澤明や松林宗恵、東宝社長の松岡功、元総理大臣の三木武夫、そして夫の市川が監督を務める映画『細雪』が製作中だったこともあり、原作者の谷崎潤一郎の妻である谷崎松子などが参列した。

## 関連文献
- 『成城町271番地　ある映画作家のたわごと』市川崑と共著 - 電子書籍で改訂再刊（元版・白樺書房、1962年）
- 『和田夏十の本』谷川俊太郎 編 - 電子書籍で改訂再刊（元版・晶文社、2000年）
- 『監督 市川崑　別冊太陽』（平凡社、2000年）
- 『シネアスト 市川崑　キネ旬ムック』（キネマ旬報社、2008年）、ISBN 4873766699
- 『市川崑大全』映画秘宝編集部編（洋泉社、2008年）

## 参考資料
- http://d.hatena.ne.jp/tougyou/20060128%5B%5D
- http://www.walkerplus.com/movie/report/report4599.html%5B%5D
- http://yentown.co.jp/jp/topic/topic001.html%5B%5D
- 『市川崑物語』（同・製作委員会、岩井俊二 監督、2006年）